# Саша Вальц
Са́ша Вальц (нім. Sasha Alexandra Waltz, нар. 8 березня 1963, Карлсруе) — німецька хореограф, танцівниця та керівник танцювального гурту Саша Вальц та Гості (Sasha Waltz and Guests).

## Життєпис

### Виховання та родина
Вальц виросла у родині кураторів та архітекторів. Коли їй було п'ять років, вона почала займатися танцями у Карлсруе під керіництвом Вальтрауда Корнгаса, вихованця видатної німецької танцівниці Мері Вігман, яка навчалася у піонерів «вільного танцю» — Еміля-Жака Далькроза та Рудольфа Лабана. Пізніше стала займатися балетом та танцем модерну, але збиралася стати мистецтвознавцем. У шістнадцять років, взявши участь у майстер-класі Лорі Боза з контактної імпровізації та інших технік постмодерністського танцю, що проходив у Фрайбурзі, Саша Вальц вперше вирішила професійно займатися танцями. 

Вона одружена з театральним менеджером та драматургом Йохеном Зандіґом. В них народилося двоє дітей — син Ласло (*1997) та донька Софія (*2002). Разом із чоловіком Вальц заснувала власну танцювальну групу «Саша Вальц та Гості», де з ними також співпрацює молодша сестра Саші — Йореме Вальц як драматург.

### Навчання: Амстердам – Нью-Йорк, 1983—1987
З 1983 по 1986 роки Вальц навчалася у Школі Нового Розвитку у Танці (School For New Dance Development) в Амстердамі.

У 1986—1987 роках Вальц брала участь у танцювальних майстер-класах у Нью-Йорку. Протягом цього періоду вона танцювала з групами Pooh Kaye, Йошико Чуми та Лізи Краус. Після цього вона почала активно співпрацювати з багатьма відомими хореографами, візуальними художниками та музикантами, серед яких були Трістан Хонсінґер, Франс Поелстра, Марк Томпкінз та Девід Замбрано.

Протягом свого навчання в Амстердамі та Нью-Йорку Саша Вальц створила свої перші хореографічні вистави: Море в мені (Das Meer in mir, 1985), Золотий пил (Goldstaub, 1986), Як же так сталося (How come we go, 1987), Чорна сирена (Schwarze Sirene, 1987) та Рушниця (Rifle, 1987).

### «Саша Вальц та Гості»: Берлін, 1992—1995
У 1992 році Вальц отримала стипендію Будинку Мистецтв «Бетаніен» (нім. Künstlerhaus Bethanien), де вона вперше створила серію з п'яти інтердисциплінарних «Діалогів» з танцівниками (Франц Поелстра, Насер Мартін-Ґусе, Такако Сузукі, Кіт Джонсон, Карме Реналіас та Девід Замбрано) та музикантами (Трістан Гонсінґер, Девід Мос, Дітмар Дізнер, Свен-Аке Йохансен та Петер Голінґер). Для своїх танцювальних проектів, сольних та виступів дуетом, вони використовували різні творчі майданчики у Берліні, на яких їм вдалося створити декілька вистав: Невірна пастка (Tanzfabrik Berlin, 1991), Пауліна одна вдома (Kunsthaus Tacheles, 1996) та Бунґало (Hackeschen Höfen, 1993).
У 1993—1995 роках було реалізовано проект «Травелоґія» у трьох частинах (Travelogue-Trilogy): Від Двадцяти до Восьми (Twenty to Eight, 1993), Швидко ллються сльози (Tears Break Fast, 1994) та На Будь-якому Шляху Шість Сходинок (All Ways Six Steps, 1995). Для Саші Вальц це стало початком професійної кар'єри, бо після прем'єри «Twenty to Eight» у жовтні 1993 року вона разом із чоловіком Йозефом Зандіґом заснувала власну танцювальну компанію «Саша Вальц та Гості», разом з якою дебютувала на сцені Tanzplattform у Берліні у 1994 році. Після цього «Саша Вальц та Гості» гастролювали Європою з трилогією «Travelogue», а у 1995 році, завдяки підтримці Ґете-інституту, вирушили до Північної Америки та Канади (Атланта, Нью-Йорк, Чикаго, Монреаль, Х’юстон, Лос-Анджелес). Ця вистава і дотепер залишається частиною репертуару групи.

### «Софійські зали» у Берліні: 1996—1999
У 1996 році Саша Вальц разом із Йохеном Зандіґом, Джо Фабіаном та Дірком Цизляком заснувала у Берліні «Софійські зали» (Софіензале/ Sophiensaele) як відкритий майданчик для промоції молодих артистів та художників, який з часом став місцем проведення багатьох сучасних фестивалів: «Дні танцю у Берліні» («Tanztage Berlin»), «Ультразвук — фестиваль нової музики» («Ultraschall — Das Festival für Neue Musik»), «Музика березня» («Maerzmusik»), «Фестиваль театрів Берліна» («Theatertreffen Berlin») та «Танці у серпні» («Tanz im August»). 

На відкритті Софіензале відбулася прем'єра вистави «Алея космонавтів» (Allee der Kosmonauten, 1996), яка пізніше взяла участь у Театральному фестивалі у 1997 році, що стало початком світової відомості групи. Після цього Сашу Вальц стали порівнювати з видатною німецькою танцівницею та хореографом Піною Бауш, хоча сама Вальц заперечувала доцільність такого порівняння та вплив Бауш на свою творчість. У тому ж 1997 році «Алея космонавтів» стала представником Німеччини на фестивалі «Театр націй» у Сеулі, Південній Кореї. У 1999 році за підтримкою Ґете-інституту група вирушила з цією виставою на гастролі до Індії. Після того, як за виставою було знято фільм, Саша Вальц отримала у 2000 році премію Адольфа Ґріма (Adolf-Grimme-Preis).
Після «Алеї космонавтів» Саша Вальц поставила у Софіензале ще три вистави — «Подвійна земля» (Zweiland, 1997), Na Zemlje (1998) та Dialoge '99/I, після яких вона стала співпрацювати з театром Шаубюне (Schaubühne am Lehniner Platz), хоча співвласником Софіензале Саша Вальц, разом із Амелі Дефлард та Йохеном Зандіґом, залишається співвласником і дотепер. Вистава Подвійна земля (Zweiland), в якій актори танцюють перед сірою стіною, була створена Вальц до роковин об'єднання Німеччини, згодом її побачили у Каїрі, Бейруті, Дамаску та Східному Єрусалимі.

### Берлінський театр Шаубюне: 1999—2004
У театральному сезоні 1999—2000 років Саша Вальц стала першим хореографом берлінського театру Шаубюне (Schaubühne am Lehniner Platz) та головним керівником разом із режисером Томасом Остермайером, драматурґами Йенсом Хільє та Йохеном Зандіґом.
22 січня 2000 року театр відкрився двома прем'єрами: виставою Томаса Остермейера за п'єсою Ларса Норена «Коло особистостей 3.1» («Personenkreis 3.1») та виставою Саші Вальц Тіло («Körper»), що відбулася під час 37-х Берлінських Театральних зустрічей (2000). Вистава отримала схвальні відгуки, сценічний простір було описано як «акваріум без води», в якому взаємодіють великі рептилії, неймовірно близькі, але в той же час відчужені одна від одної. «Körper» залишається найпопулярнішою виставою компанії «Саша Вальц та Гості». У 2000 році також з'явилася друга частина цієї трилогії — S (2000), а за два роки третя — «noBody» (2002).

У Шаунбюне Саша Вальц також створила інсталяцію «Навиворіт» (insideout, 2003) для міста Грацу, яке стало Культурною столицею Європи у 2003 році, а також «Імпровізації» (Impromptus, 2004) на музику Франца Шуберта та «Припливи та відпливи» (Gezeiten, 2005) з музикою Джонатана Беплера, які стали її останньою виставою для Шаунбюне на сьогодні.

### Хореографічна опера: від «Дідони та Енея» до «Мацуказе», 2005—2011

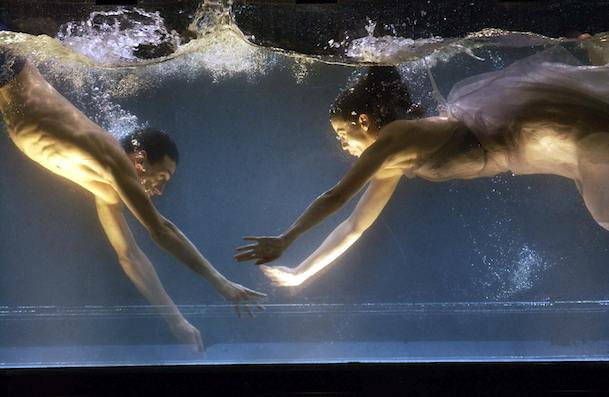
Дідона та Еней, 2005

По завершенні п'яти років її співпраці з театром Вальц знову почала займатися своєю незалежною компанією «Саша Вальц та Гості», яка тепер базувалася у Берліні, але стала міжнародним проектом з двадцятьма п'ятьма постійними та сорока періодичними учасниками групи, кількість яких швидко зросла. У 2005 році група отримала світову відомість після постановки опери Дідона та Еней Генрі Перселла на сцені Німецької державної опери. Проект було створено за участі Берлінської академії старовинної музики, та його змогли побачити більше п'ятдесяти разів глядачи у п'ятнадцяти країнах.

16 вересня 2007 року відбулася прем'єра ще однієї хореографічної опери, також створеної разом із Берлінською академією старовинної музики, — Медея, на музику французького композитора Паскаля Дюсапена та з текстами Гайнера Мюлера. 5 жовтня 2007 року на сцені Опері Бастилії у Франції глядачи вперше змогли побачити черговий проект Саші Вальц — «Ромео та Джульєтту» (Romeo et Juliette, 2007) Гектора Берліоза, дириґентом якої став Валерій Гергієв. Наступного року Саша Вальц поставила оперу «Полювання та форми» (Jagden und Formen, 2008) Вольфганга Ріма, прем'єра якої відбулася 7 травня у Франкфуртському театрі.

У червні 2010 року на фестивалі у Цюриху показали ще одну виставу Саші Вальц — «Continu» (2010), яка відкрила і фестиваль Spielzeit'europa в Берліні восени цього ж року. Continu на музику Едґара Вареза стала продовженням серії Діалогів Саші Вальц, ввібравши в себе елементи перформансів «Dialoge 09 — Neues Museum» (2009) до відкриття Нового Музею в Берліні та перформансу до відкриття Національного музею мистецтв XXI століття у Римі, спроектованого Захі Хадідом, — Dialoge 09 — MAXXI (2009).

6 жовтня 2010 року в Театрі Єлисейських полів у Парижі відбулася прем'єра опери «Пристрасть» (Passion, 2010) на музику Паскаля Дюсапена. 19 листопада цього ж року на берлінському майданчику Radialsystem V, розташованому у будівлі старої насосної фабрики, де базується компанія «Саша Вальц та Гості», було показано виставу «Метаморфози» (Métamorphoses, 2010). Métamorphoses стали камерним варіантом музейних діалогів Саші Вальц, адаптованих для малої сцени. Як і в Діалозі-09, Саша Вальц співпрацює з музичним ансамблем «Калейдоскоп», а авторами номерів стали Рут Візенфельд, Яніс Ксенакіс та Ґеорґ Фрідріх Хаас. Тоді ж було показано оновлений варіант вистави «Подвійна земля» (Zweiland, 1997), з яким група працювала для турне по країнах Близького Сходу. 
10 березня 2011 року Сашу Вальц було названо «послом культури» Німеччини та вона отримала орден «За заслуги перед Федеративною Республікою Німеччина» як одна з «найважливіших сучасних хореографів Німеччини та одна з найбільш визначальних постатей хореографічного мистецтва в Європі та світі».

3 травня 2011 року у Королівському театрі Ла Монне у Брюсселі відбулася світова прем'єра вистави театру Но — опери «Мацуказе» (яп. 松風, Matsukaze, Вітер у соснах), на музику японського композитора Тосіо Хосокави, з хореографією та постановкою Саші Вальц. Цю оперу було створено у співпраці між Королівським театром Ла Монне, Великим театром міста Люксембурга, Німецькою державною оперою та Великим театром у Варшаві.
Серед персоналій, вплив яких виявився найбільш значущим, Саша Вальц називає американську танцівницю Трішу Браун.

## Вибрані постановки
| - 1993 Travelogue I — Twenty To Eight, Grand Theatre, Гронінген - 1994 Travelogue II — Tears Break Fast, Podewil, Берлін - 1995 Travelogue III — All Ways Six Steps, Theater am Halleschen Ufer - 1996 Алея Космонавтів (Allee der Kosmonauten), Sophiensaele, Берлін - 1997 Подвійна земля (Zweiland), Sophiensaele, Берлін — 48th, Berliner Festspiele - 1998 На Землі (Na Zemlje), Sophiensaele, Берлін - 1998 Кіноадаптація Алеї Космонавтів (Allee der Kosmonauten) разом з каналами Arte та ZDF, режисер — Саша Вальц. - 1999 Dialoge ‘99/I, Sophiensaele, Берлін - 1999 Dialoge ‘99/II, Jewish Museum, Берлін - 2000 Тіло (Körper), Schaubühne am Lehniner Platz, Берлін - 2001 S, Schaubühne am Lehniner Platz, Берлін - 2001 17-25/4 — Dialoge 2001, Schaubühne am Lehniner Platz, Берлін - 2002 noBody, разом з Авіньйонським фестивалем, Schaubühne am Lehniner, Берлін - 2002 Адаптація noBody для Папського палацу у Авіньйоні | - 2003 insideout, Helmust-List-Halle, Грац - 2004 Impromptus, Schaubühne am Lehniner Platz, Берлін - 2005 Дідона та Еней, опера Генрі Перселла, Німецька державна опера - 2005 Gezeiten, Schaubühne am Lehniner Platz, Берлін - 2006 Solo für Vladimir Malakhov, Будинок культур світу, Берлін - 2006 Dialoge 06 — Radiale Systeme, Radialsystem, Берлін - 2007 Медея, базується на «медіаматеріалі» опери Паскаля Дюсапена (музика) та Гайнера Мюллера (текст), Великий театр міста Люксембурга - 2007 Ромео та Джульєтта, за симфонією Гектора Берліоза, Паризька опера - 2008 Jagden und Formen на музику Вольфґанґа Ріма, Schauspiel Frankfurt - 2009 Dialoge 09 — Neues Museum, Новий Музей, Берлін - 2009 Dialoge 09 — MAXXI, Національний музей мистецтв XXI століття / MAXXI, Рим - 2010 Continu, Schiffbauhalle Zurich - 2010 Passion, за композицією Паскаля Дюсапена, Театр Єлисейських полів, Париж - 2011 Мацуказе, Королівський театр Ла Монне, Брюссель |